# Eucereon maja
Eucereon maja là một loài bướm đêm thuộc phân họ Arctiinae, họ Erebidae.